# ادامپانای
ادامپانای (به لاتین: Adampanai) در سری‌لانکا است که در استان شمالی (سری‌لانکا) واقع شده‌است.